# 増穂町
増穂町（ますほちょう）は、山梨県南巨摩郡にかつて存在した町である。

## 地理
山梨県中西部に位置する。
- 山：櫛形山、源氏山、八町山（八町山にはアメダス雨量観測計がある）
- 川：富士川（日本三大急流の一つ、源流である釜無川と笛吹川の合流点）、戸川、利根川
- 治水:南アルプス市との町境では、全国でも珍しい「複数河川の立体交差」で河川の氾濫を治めている。

## 歴史

### 先史・古代
町域では西部の山地から丘陵地、東部の扇状地域を中心に、縄文時代から40個所程度の考古遺跡が分布している。丘陵部裾部の最勝寺平野遺跡は弥生・古墳時代の集落遺跡で、一部には火災住居が含まれる点でも注目されている。大明神遺跡では縄文早期末の条痕文土器や古墳前期のS字甕などが出土している。一方、東部の扇状地域には弥生・古墳時代の遺跡が多く、水田開発に伴い進出した地域であると考えられている。
最勝寺、舂米（つきよね）には5世紀代の法華塚古墳をはじめとする古墳群が分布しており銅鏡や勾玉などの副葬品も出土している。奈良時代には最勝寺、明王寺、鷹尾寺など奈良期開創の伝承を持つ寺院が分布し、また権現堂山中腹に位置する舂米の権現堂遺跡は平安時代の仏教遺跡で、平安末期に流行した泥塔の焼成遺構は類例の少ないものとして注目されている。
古代の律令制下では巨摩郡大井郷に比定される。

### 中世
平安時代には大井郷を中心に大井荘が立荘され、『中右記』によれば源基俊から藤原宗重室となった娘に伝領されたという。大井荘の荘域は盆地南部の広域に比定されるが、鎌倉時代には下地中分が行われ北条・南条に区分され、町域は南条に比定されている。町域にはほかに鷹津名荘も存在していた。
平安後期には甲斐源氏の一族が大井荘へ進出する。鎌倉時代の建治2年（1276年）の日連署状では橘姓を称する大井氏の一族が大井荘を管理しているが、この系統はまもなく滅亡する。南北朝時代には安芸国・甲斐国守護である武田信武の次男・信明が大井氏を称する（武田大井氏）。
戦国時代には大井信達・信業が甲斐守護・武田信虎と敵対するが、永正年間には武田氏に臣従する。また、戦国期には甲斐一条氏の名跡を敬称した武田親族衆の一条信龍・信就の所領が存在した。勝頼期には信就に対し六斎市の設置を命じた文書も残されている。甲斐一条氏は天正10年（1582年）3月に武田家とともに滅亡する。

### 近世
近世には巨摩郡西郡筋に属し、11か村が成立する。寛政年間には旗本領も存在している。享保9年（1724年）に甲斐国が幕府直轄領化され国中が三分代官による支配になると、町域の村々は上飯田代官支配となり、天明7年（1787年）以降には市川大門村（市川三郷町市川大門）に所在した市川代官支配となる。また、御三卿領のうち一橋家領、田安家領も存在している。
江戸時代初期には甲斐・駿河間の富士川舟運が開始されるが、青柳に所在していた青柳河岸は富士川町鰍沢に所在した鰍沢河岸と共に甲州三河岸のひとつとして舟運の主力となる。寛永15年（1638年）には米蔵も設置され、市川代官支配の廻米輸送（かいまい、年貢米の輸送）も行われた。また、舟運と関係して駿州往還（河内路）や駿信往還、市川往還など重要な街道も通過し、物資の集積地としても栄えた。近世には酒造等の産業も行われている。

### 近代
近代には養蚕が普及し、製糸工場も存在し峡南地域の一中心地域となる。舂米の小林八右衛門家、青柳の秋山源兵衛家は大地主で、それぞれ銀行類似会社である小林銀行・秋山銀行を経営し、昭和初期の金融恐慌で閉鎖するまで活動した。一方で小作争議も盛んな地域としても知られる。また、明治40年の大水害をはじめとする富士川の水害被害を受ける。
近代の町域は山梨県下において教育の先進的地域として知られ、1873年（明治6年）には天神中条学校、次いで小室学校が開校している。1876年（明治9年）に建設された舂米学校は藤村式建築と呼ばれる擬洋風建築の建物で、民俗資料館として保存されている。
富士川流域は中央線の開通まで富士川舟運によって栄え、1874年（明治7年）には富士川運輸会社が設立された。1882年（明治15年）には富士川運輸会社から青柳運輸会社が独立し、町域を拠点に活動した。また、1901年（明治34年）には鰍沢馬車鉄道が開通し、鰍沢から青柳を経て小井川（中央市）まで運行し、さらに山梨馬車鉄道に接続し甲府まで通じていた。さらに、1932年（昭和7年）には山梨馬車鉄道に代わり山梨電気鉄道が開通し、町域には甲斐青柳駅が存在していた。

### 沿革
- 1889年（明治22年）7月1日 - 町村制の施行により、増穂村が単独で自治体を形成。
- 1892年（明治25年）4月1日 - 大字小室・高下が分立して穂積村となる。
- 1951年（昭和26年）4月3日 - 町制施行して増穂町となる。
- 1954年（昭和29年）6月1日 - 中巨摩郡平林村を編入。
- 1955年（昭和30年）3月1日 - 穂積村を編入。
- 2010年（平成22年）3月8日 - 鰍沢町と合併して富士川町が発足。同日増穂町廃止。

## 「平成の大合併」について
平成の大合併では最初南アルプス市との合併が検討されたが、南アルプス市側が時期尚早であるとの見解から破綻。かわりに西八代郡市川大門町、六郷町や南巨摩郡鰍沢町との合併が検討されたが、2004年に増穂町が行なったアンケート結果において合併反対が賛成を上回ったため協議を断念し、一時は単独町制維持を視野に入れていた。
しかし2007年（平成19年）の町長選挙で合併推進を掲げた町長が当選したことにより鰍沢町との合併協議が再開され、2008年（平成20年）9月に協議会が設置された（市川大門町、六郷町、三珠町が合併して誕生した市川三郷町とも合併し市制施行を目指していたが、市川三郷町側が慎重な姿勢を見せたため断念）。その後、合併反対派による町長に対してのリコール運動も展開されたものの、2009年（平成21年）6月に調印式が行なわれ、2010年（平成22年）3月8日に鰍沢町と対等合併することが決定した。
新しい町の名前は富士川町（ふじかわちょう）となる。なお、静岡県に同じ名前の町が存在したが、同町は2008年（平成20年）11月に富士市と合併したため、同時には存在していない。
増穂町鰍沢町合併協議会

## 行政
町長
- 志村 学（2007年7月20日就任）

村長
- 秋山元蔵（初代、1889年 - 1891年）
- 小林小太郎（1892年4月 - ）

## 警察
- 鰍沢警察署

## 交通
明治時代に、甲府市と鰍沢町を結ぶ鰍沢馬車鉄道が現在の国道140号と追分交差点から南の国道52号に敷設された。この馬車鉄道は後に対岸を走る富士身延鉄道（現在の身延線）と路線が多くの部分で平行してしまうことから、電車化に際し路線変更が画策され、甲府電車軌道という新会社の下で釜無川左岸を逆L字型に走る新路線が1932年12月27日に全通し、馬車鉄道は廃止された。
馬車鉄道は鰍沢町内まで延びており、新たに作られた電車線も将来的には鰍沢町内まで延伸するものとして、ひとまず増穂町内に置かれた甲斐青柳駅を終点として甲府駅前駅との間を結んだ。しかし延伸は実現せず、最終的には山梨交通電車線として1962年6月3日に廃止を迎えた。
廃止後は山梨交通の路線バスが電車線を代替することになった。一時期は静岡駅まで山梨交通と静岡鉄道の共同運行による急行バスが走るなど交通の要所であった。
1998年には対岸の西八代郡市川大門町（現在の市川三郷町）との間に富士川大橋が完成し、増穂町から隣接の甲西町（現在の南アルプス市）や鰍沢町を経由せずに対岸へ渡ることが可能になり利便性が向上した。

### 道路
中部横断自動車道
- 増穂IC：2006年12月16日開通。

一般国道
- 国道52号（甲西道路）、国道140号

### 鉄道
- 増穂町内を鉄道は走っていない。
- 隣接する市川三郷町内にある市川大門駅からは、1日6往復の市川大門駅〜増穂町役場〜増穂商業高校を結ぶ増穂町コミュニティバスで、鰍沢口駅からは山梨交通鰍沢口駅〜鰍沢営業所線と以下のバスの項目に記した山梨交通路線バスとを鰍沢営業所にて乗り継ぐことでアクセス可能。ただし増穂町コミュニティバスは平日のみ運行、鰍沢口駅発のバスも元々の本数が少ないうえに休日は減便があるので利用の際には注意されたい。
- バス以外では市川大門駅から徒歩では富士川大橋経由で40〜50分、あるいはタクシーを利用することになる。以上のことから鉄道利用の場合は甲府駅より山梨交通の路線バスにてアクセスするのが一番確実である。その場合の路線も以下の項目に記した系統を利用することとなる。

### 路線バス
山梨交通
- 十五所経由甲府駅 - 小笠原 - 追分 - 鰍沢営業所線
- 西野経由甲府駅 - 西野 - 追分 - 鰍沢営業所線
- 南湖経由県立中央病院 - 甲府駅 - 花輪 - 追分 - 鰍沢営業所線

### 町営バス
自治体バスとして運行される「増穂町営バス」と、山梨交通鰍沢営業所（旧：山交タウンコーチ）に運行委託している「増穂町コミュニティバス」がある。
増穂町営バス
- ふれあいの郷 - 青柳車庫 - 小室線
- ふれあいの郷 - 青柳車庫 - 平林線

増穂町コミュニティバス
- 市川大門駅 - 青柳二丁目 - 青柳車庫 - 増穂町役場 - 増穂商業高校

### 長距離高速バス
- 中央高速バス身延山線
身延 - 身延山 - 鰍沢 - 青柳 - 南アルプス市役所 - 新宿駅西口（山梨交通・京王バス東）
  - 高速バス青柳停留所は路線バスの停留所とは独立した場所にあり、また町役場などの中心街からも外れた位置にあるので利用の際には注意。最寄の山梨交通路線バス停留所まで徒歩5分、町役場などの中心部まで徒歩5 - 10分要する。

## 名所・旧跡・観光スポット・祭事・催事
- 赤石温泉
- 与謝野晶子歌碑

与謝野寛・晶子夫妻が増穂町に来訪した際に与謝野晶子が詠んだ「法隆寺など行く如し甲斐の御酒春鶯囀のかもさるる蔵」という歌が刻まれた石碑が、増穂町青柳の萬屋醸造店敷地内に存在し一般公開されている。増穂町は古くから伏流水を利用しての酒造りが盛んであり、歌碑のある萬屋醸造店も創業210年という歴史を誇っている。
- あおやぎ宿活性館（あおやぎしゅくいきいきかん）

かつて米倉として使われて放置されていた物を商店街コミュニティ再生事業の一環として改築し開設、増穂町商工会が運営し町の特産品などの販売が行われている。また道路を挟んで隣合っている前述した歌碑のある醸造店の酒蔵の1つも改築され、酒蔵ギャラリー「六斎」としてかつて栄えた時代を今に伝えている。活性館は火曜定休。
- あおやぎ宿追分館やなぎ亭

上記のあおやぎ宿活性館に隣接して存在する築120年の民家を利用した施設、麦とろ定食が味わえる。こちらも火曜定休。
- 山梨県中西部と同じ気候で、果物（果樹）の産地。
  - スモモ、モモ、ブドウが主に作られており、それぞれ山梨県内でも収穫の早い産地である。
  - 洋なし狩り観光農園が2軒あり、珍しいラ・フランス観光もぎ取り（収穫体験・味覚狩り）ができる。収穫体験は9月下旬〜10月中旬まで楽しめる。（直売は12月末頃まで）

  - 山間部の穂積地区は全国でも有数のユズの産地。

JAふじかわ（農協）穂積支所で直売されている（10〜12月）。また珍しいユズの観光もぎ取りができる（要ＪＡふじかわ問い合わせ）。
- ダイヤモンド富士

冬至頃〜小正月頃、富士山頂より日の出が見える地域として、高下(たかおり)地区が全国的に知られており、その瞬間を写真におさめようと多くの写真家が訪れる。
太陽が富士山の頂にある雪に反射して輝いて見えることから、「ダイヤモンド富士」と呼ばれている。
多くの来訪者がための渋滞が高下地区周辺ではシーズン深夜から早朝にかけて発生しており、風物詩と見る一方で近隣住民の間では問題視する向きもある。
なお増穂町中心部からは基本的に富士山は見えない。見えるのは町中心部から西側の山に沿った最勝寺（さいしょうじ）地区、舂米（つきよね）地区の一部、また高下地区や平林（ひらばやし）地区といった山の上にある地域のみからである。
- 昌福寺の虫加持

昌福寺は永仁6年、日全の開山。
12代一道院日法上人は京都の霊元天皇の重病を加持で治したと言われ、その「虫（切）加持」秘法が伝承されており、ことに幼児のかんの虫の御札で有名。春のお彼岸には県内から多くの幼児とその親が訪れることで知られる。
- テアトル南嶺

1969年の山梨県郡部にあった映画館はテアトル南嶺と上野原町の上野大正館のみである。

## 出身有名人
- 石井精一 - 洋画家。
- 神永学 - 小説家、著書に心霊探偵 八雲シリーズなど
- 熊王徳平 - 小説家（農民文学者）・農民運動家
- 小林八右衛門 - 貴族院多額納税者議員
- 塩沢清 - 児童文学者
- 長谷川悠 - 清水エスパルス所属の現役プロサッカー選手
- 深井正樹 - V・ファーレン長崎所属の現役プロサッカー選手
- 深沢幸雄 - 銅版画家。
- 米長邦雄 - 将棋、棋士番号85、永世棋聖
- 米長晴信 - 元参議院議員。元フジテレビ記者